# GLib
GLib je multiplatformní programátorská knihovna. Původně byla součástí projektu GTK+, s verzí 2.0 se ale oddělila, aby mohla být využívána nezávisle na GTK+.
Některé z vlastností GLib:
- základní datové typy a jejich limity
- standardní makra
- typová konverze
- Endianita
- alokace paměti
- varování
- časovače
- utility pro práci s řetězci
- hákovací funkce
- dynamické načítání modulů
- vlákna
- automatické dokončování řetězce
- systém typů, GType
- objektový systém, GObject